# Kara Ada
Kara Ada, (in Turco "isola nera"), è una piccola isola turca nella Baia di Bodrum (l'antica Alicarnasso) nel Mar Egeo. È una destinazione turistica popolare, soprattutto per i velisti.

## Storia
Nel Medioevo l'isola, che i greci conoscono sotto il nome di Arcos, fu conquistata dai Cavalieri di Rodi, che occupavano anche Alicarnasso. Fu conquistata dagli Ottomani nel XVI secolo.
Nel 1919 fu occupata dagli Italiani insieme a Bodrum. La Convenzione del 1932 fra l'Italia e la Turchia la assegnò a quest'ultima.